# Nazionale maschile di hockey su ghiaccio della Germania
La nazionale di hockey su ghiaccio maschile della Germania (deutsche Eishockey-Nationalmannschaft) è la squadra che rappresenta la Germania nelle competizioni internazionali di hockey su ghiaccio maschile. Pur non essendo considerata tra le rappresentative d'élite dell'hockey mondiale, è comunque una squadra di alto livello, e nel 2008 è all'undicesimo posto nella classifica mondiale IIHF. I migliori risultati dopo la riunificazione sono stati il 6 posto ai mondiali del 2003 e i quarti di finale ai mondiali 1996, raggiunti dopo una sorprendente vittoria per 7-1 contro la Repubblica Ceca.
Dal 1947 al 1991 la Germania ha avuto due differenti nazionali, che rappresentavano le due Germanie. Una selezione delle due germanie unite partecipò tuttavia ai Giochi olimpici nel 1956, 1960 e 1964.

## Risultati

### Campionati europei
| Edizione | Sede                           | Piazzamento |        |
| -------- | ------------------------------ | ----------- | ------ |
| 1910     | Montreux                       | n/d         |        |
| 1911     | Berlino                        | 2º posto    | roster |
| 1912     | Praga                          | 3º posto    | roster |
| 1913     | Monaco di Baviera              | 2º posto    | roster |
| 1914     | Berlino                        | n/d         |        |
| 1921     | Stoccolma                      | n/d         |        |
| 1922     | Sankt Moritz                   | n/d         |        |
| 1923     | Anversa                        | n/d         |        |
| 1924     | Milano                         | n/d         |        |
| 1925     | Štrbské Pleso e Starý Smokovec | n/d         |        |
| 1925     | Davos                          | n/d         |        |
| 1927     | Vienna                         | 3º posto    | roster |
| 1929     | Budapest                       | n/d         |        |
| 1932     | Berlino                        | 4º posto    | roster |

### Campionati del mondo
| Edizione | Sede                              | Piazzamento                                               |        |
| -------- | --------------------------------- | --------------------------------------------------------- | ------ |
| 1920     |                                   | n/d                                                       |        |
| 1924     |                                   | n/d                                                       |        |
| 1928     |                                   | n/d                                                       |        |
| 1930     | Chamonix Vienna Berlino           | 2º posto                                                  | roster |
| 1931     |                                   | n/d                                                       |        |
| 1932     |                                   | n/d                                                       |        |
| 1933     | Praga                             | 5º posto                                                  | roster |
| 1934     | Milano                            | 3º posto                                                  | roster |
| 1935     | Davos                             | 9º posto                                                  | roster |
| 1936     |                                   | n/d                                                       |        |
| 1937     | Londra                            | 4º posto                                                  | roster |
| 1938     | Praga                             | 4º posto                                                  | roster |
| 1939     | Basilea e Zurigo                  | 5º posto                                                  | roster |
| 1947     |                                   | n/d                                                       |        |
| 1948     |                                   | n/d                                                       |        |
| 1949     |                                   | n/d                                                       |        |
| 1950     |                                   | n/d                                                       |        |
| 1951     |                                   | n/d                                                       |        |
| 1952     |                                   | n/d                                                       |        |
| 1953     |                                   | n/d                                                       |        |
| 1954     |                                   | n/d                                                       |        |
| 1955     |                                   | n/d                                                       |        |
| 1956     |                                   | n/d                                                       |        |
| 1957     |                                   | n/d                                                       |        |
| 1958     |                                   | n/d                                                       |        |
| 1959     |                                   | n/d                                                       |        |
| 1960     |                                   | n/d                                                       |        |
| 1961     |                                   | n/d                                                       |        |
| 1962     |                                   | n/d                                                       |        |
| 1963     |                                   | n/d                                                       |        |
| 1964     |                                   | n/d                                                       |        |
| 1965     |                                   | n/d                                                       |        |
| 1966     |                                   | n/d                                                       |        |
| 1967     |                                   | n/d                                                       |        |
| 1968     |                                   | n/d                                                       |        |
| 1969     |                                   | n/d                                                       |        |
| 1970     |                                   | n/d                                                       |        |
| 1971     |                                   | n/d                                                       |        |
| 1972     |                                   | n/d                                                       |        |
| 1973     |                                   | n/d                                                       |        |
| 1974     |                                   | n/d                                                       |        |
| 1975     |                                   | n/d                                                       |        |
| 1976     |                                   | n/d                                                       |        |
| 1977     |                                   | n/d                                                       |        |
| 1978     |                                   | n/d                                                       |        |
| 1979     |                                   | n/d                                                       |        |
| 1981     |                                   | n/d                                                       |        |
| 1982     |                                   | n/d                                                       |        |
| 1983     |                                   | n/d                                                       |        |
| 1985     |                                   | n/d                                                       |        |
| 1986     |                                   | n/d                                                       |        |
| 1987     |                                   | n/d                                                       |        |
| 1989     |                                   | n/d                                                       |        |
| 1990     |                                   | n/d                                                       |        |
| 1991     | Turku, Tampere e Helsinki         | 8º posto                                                  | roster |
| 1992     | Praga e Bratislava                | 6º posto                                                  | roster |
| 1993     | Monaco di Baviera e Dortmund      | 5º posto                                                  | roster |
| 1994     | Bolzano, Canazei e Milano         | 9º posto                                                  | roster |
| 1995     | Stoccolma e Gävle                 | 9º posto                                                  | roster |
| 1996     | Vienna                            | 8º posto                                                  | roster |
| 1997     | Helsinki, Tampere e Turku         | 11º posto                                                 | roster |
| 1998     | Zurigo e Basilea                  | 11º posto                                                 | roster |
| 1999     | Odense e Rødovre                  | 20º posto (4º posto nel Gruppo B)                         | roster |
| 2000     | Katowice                          | 17º posto (1º posto nel Gruppo B)                         | roster |
| 2001     | Colonia, Norimberga e Hannover    | 8º posto                                                  | roster |
| 2002     | Göteborg, Jönköping e Karlstad    | 8º posto                                                  | roster |
| 2003     | Helsinki, Tampere e Turku         | 7º posto                                                  | roster |
| 2004     | Praga e Ostrava                   | 9º posto                                                  | roster |
| 2005     | Vienna e Innsbruck                | 15º posto                                                 | roster |
| 2006     | Amiens                            | 17º posto (1º posto nella I divisione - Gruppo A)         | roster |
| 2007     | Mosca e Mytišči                   | 9º posto                                                  | roster |
| 2008     | Québec e Halifax                  | 10º posto                                                 | roster |
| 2009     | Berna e Kloten                    | 15º posto                                                 | roster |
| 2010     | Colonia, Mannheim e Gelsenkirchen | 4º posto                                                  | roster |
| 2011     | Bratislava e Košice               | 7º posto                                                  | roster |
| 2012     | Helsinki e Stoccolma              | 12º posto                                                 | roster |
| 2013     | Stoccolma e Helsinki              | 9º posto                                                  | roster |
| 2014     | Minsk                             | 14º posto                                                 | roster |
| 2015     | Praga e Ostrava                   | 10º posto                                                 | roster |
| 2016     | Mosca e San Pietroburgo           | 7º posto                                                  | roster |
| 2017     | Colonia e Parigi                  | 8º posto                                                  | roster |
| 2018     | Copenaghen e Herning              | 11º posto                                                 | roster |
| 2019     | Bratislava e Košice               | 6º posto                                                  | roster |
| 2020     |                                   | Competizioni annullate a causa della pandemia di COVID-19 |        |
| 2021     | Riga                              | º posto                                                   | roster |

### Olimpiadi
| Edizione | Sede                   | Piazzamento |        |
| -------- | ---------------------- | ----------- | ------ |
| 1928     | Sankt Moritz           | 9º posto    | roster |
| 1932     | Lake Placid            | 3º posto    | roster |
| 1936     | Garmisch-Partenkirchen | 5º posto    | roster |
| 1948     | Sankt Moritz           | 6º posto    | roster |
| 1952     | Oslo                   | n/d         |        |
| 1956     | Cortina d'Ampezzo      | 6º posto    | roster |
| 1960     | Squaw Valley           | 6º posto    | roster |
| 1964     | Innsbruck              | 7º posto    | roster |
| 1968     | Grenoble               | 4º posto    | roster |
| 1972     | Sapporo                | n/d         |        |
| 1976     | Innsbruck              | n/d         |        |
| 1980     | Lake Placid            | n/d         |        |
| 1984     | Sarajevo               | n/d         |        |
| 1988     | Calgary                | n/d         |        |
| 1992     | Albertville            | 6º posto    | roster |
| 1994     | Lillehammer            | 7º posto    | roster |
| 1998     | Nagano                 | 9º posto    | roster |
| 2002     | Salt Lake City         | 8º posto    | roster |
| 2006     | Torino                 | 10º posto   | roster |
| 2010     | Vancouver              | 11º posto   | roster |
| 2014     | Soči                   | n/d         |        |
| 2018     | Pyeongchang            | 2º posto    | roster |

### Canada Cup e World Cup of Hockey
| Anno | Competizione        | Sede                                                                                               | Piazzamento   |        |
| ---- | ------------------- | -------------------------------------------------------------------------------------------------- | ------------- | ------ |
| 1976 | Canada Cup          | Ottawa, Toronto, Montréal Filadelfia                                                               | non disputato |        |
| 1981 | Canada Cup          | Edmonton, Winnipeg, Montréal e Ottawa                                                              | n/d           |        |
| 1984 | Canada Cup          | Halifax, Montréal, London, Edmonton, Vancouver, Calgary Buffalo                                    | n/d           |        |
| 1987 | Canada Cup          | Calgary, Hamilton, Regina, Sydney, Montréal Hartford                                               | n/d           |        |
| 1991 | Canada Cup          | Toronto, Hamilton, Saskatoon, Montréal, Québec Pittsburgh, Detroit e Chicago                       | n/d           |        |
| 1996 | World Cup of Hockey | Vancouver, Ottawa e Montréal New York e Filadelfia Stoccolma Helsinki Garmisch-Partenkirchen Praga | 8º posto      | roster |
| 2004 | World Cup of Hockey | Toronto e Montréal Saint Paul Stoccolma Helsinki Colonia Praga                                     | 8º posto      | roster |
| 2016 | World Cup of Hockey | Toronto                                                                                            | n/d           |        |